# Bellwood (Pennsylvania)
Bellwood  è un comune (borough) degli Stati Uniti d'America, nella contea di Blair nello Stato della Pennsylvania. Secondo il censimento del 2010 la popolazione è di 1.828 abitanti.
Bellwood è interamente circondata dal comune (township) di Antis.

## Società

### Evoluzione demografica
La composizione etnica vede una maggioranza di quella bianca (98,2%), seguita da quella asiatica (0,3%) dati del 2010.
| borough di Bellwood Popolazione |       |
| 2000                            | 2.016 |
| 2010                            | 1.828 |